# 麦卡锡主义
麦卡锡主义（英語：McCarthyism），是美國在1950年代，基於反共主義，對於支持左派的個人與團體，進行政治迫害的一系列政治行為，源自于1950年代以美国共和党参议员约瑟夫·雷蒙德·麦卡锡为代表的一种政治風潮。這與在1940年代至1950年代，美國出現多起蘇聯間諜案件，在冷戰氣氛下，造成美國公眾對於蘇聯以及共產主義擴張侵入美國的恐懼情緒，形成第二次紅色恐慌（Second Red Scare），在這個時代背景下，美國出現了麥卡錫主義，因此這時期也被稱為麥卡錫時代（McCarthy Era）。
麦卡锡认为共产党渗透了美国政府的一些部门以及其他机构。他用大规模的宣传和不加以区分的指责，制造了一系列的调查和听证去曝光这些渗透。雖然當時被指控者很多是无辜的，但因为这些指控而被列入了黑名单甚至失去了工作。
而从1950年代中期起，麦卡锡主义逐渐衰败，主要原因包括公众支持度的下降、麦卡锡本人在1957年逝世、以及第14任美国首席大法官厄尔·沃伦领导的美国最高法院的反对。 其中，沃伦法院作出的一系列重要判决协助终结了麦卡锡主义。
在麦卡锡时代，不少美国人被指为共产党人或同情共产主义者，被迫在政府或私营部门、委员会等地接受不恰当的调查和审问。被怀疑的主要对象是政府雇员、好莱坞娱乐界从业人士、教育界、工会成员。虽然没有足够证据能证明任何事实，但嫌疑人依然被定罪，而个人的真实或可疑的左派组织或信仰都被大肆夸张。许多人因此失去工作，事业遭到了毁灭性打击；有人甚至被监禁。绝大多数被定罪者，事后經由美國聯邦法院得到了平反，法案被判违宪，解职令被判非法或准许申诉。
麦卡锡主义最著名的例子包括：麥卡錫自己的演讲、调查和听证；好莱坞黑名单，以及众议院非美调查委员会（HUAC）；以及約翰·埃德加·胡佛领导的聯邦調查局（FBI）所做的形形色色反共运动。麦卡锡主义造成了广泛的社会和文化影响，触及了社会各个层面，成为美国大摩擦和大争论的来源之一。
但在维诺那计划公开后，历史学家约翰·厄尔·海恩斯研究该计划和其他证据，总结麦卡锡名单上的159人中至少有9人的确是苏联间谍；他認為，麦卡锡名单上大部分人是应该合理地被怀疑有安全风险，许多人是苏联共产党、美国共产党或亲苏联团体的成员。

## 起源

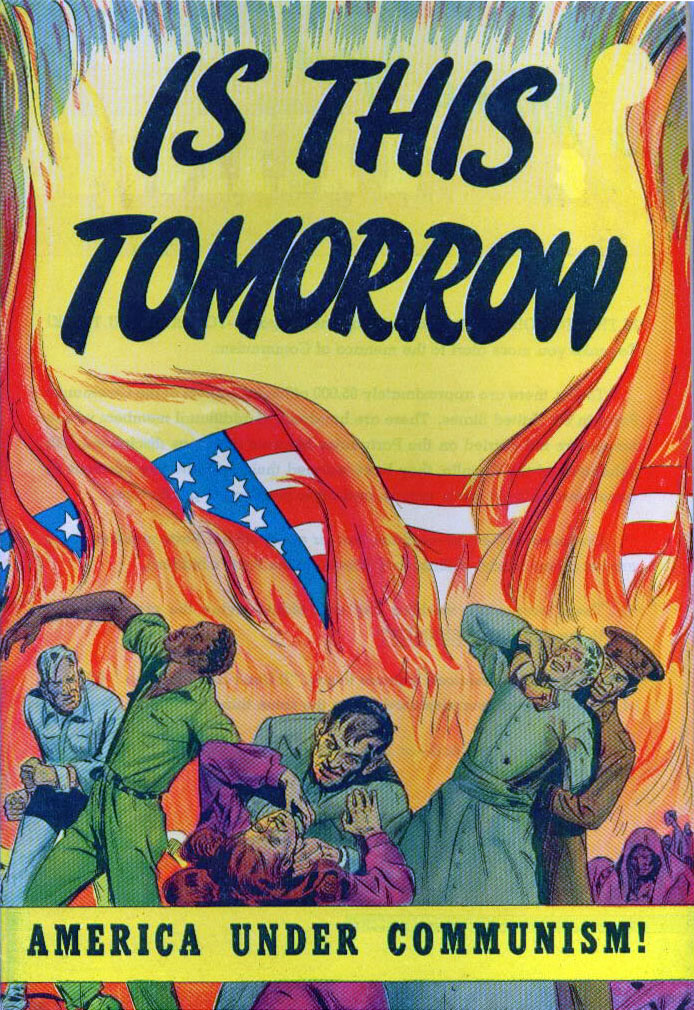
政治宣传漫画《这就是明天？共產主義下的美國！》，1947年。

麦卡锡主义时代在约瑟夫·麦卡锡本人参与之前就已经开始了。许多因素导致了麦卡锡主义，这可以追溯到第一次红色恐慌（1917–1920年），此时共产主义已经成为一个政治势力。由于工会的成功和反法西斯主义，美国共产党在1930年代扩充了党员人数，在1940-1941年达到了顶峰的75,000人。第二次世界大战时，美国与苏联结盟，反共问题被搁置。冷战在二战之后立即爆发，苏联在中歐及东欧建立傀儡政权，美国则在希腊和中国支持反共势力。
虽然1945年伊格尔·古琴科和伊丽莎白·本特利将苏联间谍问题闹得沸沸扬扬，但1949-1950年共产主义的威胁陡然提升。苏联在1949年进行了核试验，早于许多分析人士的预料。同年，毛泽东的中國共产党军队控制了中国大陆，而美国则在他的对手中國国民党上投入了大量的财政支持。1950年，朝鲜战争爆发，美国、联合国和韩国联合对付朝鲜和中国的共产党势力。随后，苏联间谍活动频繁。1950年1月，国务院高级官员阿尔杰·希斯因作伪证而定罪。希斯被定为间谍；虽然诉讼时效已过，但他依然在众议院非美调查委员会面前作伪证。在大不列颠，克劳斯·福克斯承认自己在洛斯阿拉莫斯国家实验室的曼哈顿计划上为苏联做间谍。罗森堡夫妇在1950年被捕，被控为苏联偷窃核弹机密，并在1953年被处决。
其他微妙的势力也促使麦卡锡主义的膨胀。保守政治家们常常将“童工法案”和“女性参政权”视为“共产主义”或“红色阴谋”，这种趋势在1930年代时敌视富兰克林·德拉诺·罗斯福的新政。许多保守势力将新政与社会主义和共产主义相等同，认为这个政策证明了政府被共产主义者影响。

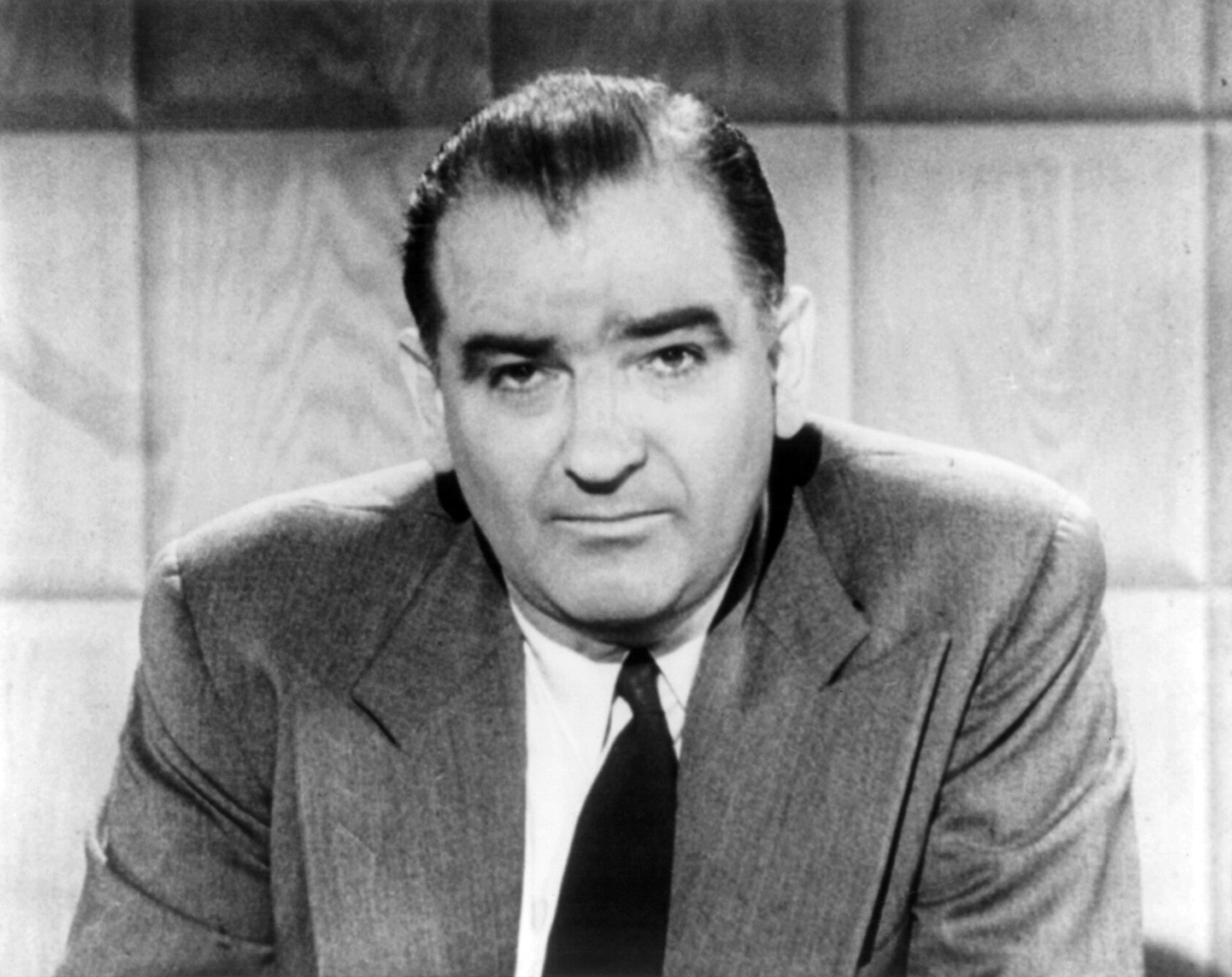
約瑟夫·麥卡錫

约瑟夫·麦卡锡的介入源于1950年2月9日他在林肯纪念日对西弗吉尼亚共和党妇女俱乐部的演讲，他声称自己有一张纸，上面记录着为国务院工作的共产党人名单。麦卡锡常常自称：“在我手中有份名单，上面有205人，被国务卿承认是共产党员，他们为国务院工作、影响政策。”这种演讲导致麦卡锡获得关注，并使得他成为美国最知名的政治人物。
麦卡锡主义第一次出现在《华盛顿邮报》的政治漫畫上，由赫布洛克·布洛克(Herbert Block)于1950年3月29日绘制：內容描述四位共和党人强推一头大象（象征共和党）站在颤颤巍巍的油毡桶上，最上方写着“麦卡锡主义”。布洛克后来写道，这词“根本没有独创性，不过是代表了一种全国性的折腾，无法用另一种形式表达而已。如果有人想率先取得它的称号的话，那这位年轻的威斯康辛参议员当归莫属啦。我也会抛出一大堆碟子和一篮子肥皂的。”但许多保守主义者认为该词汇是不合适的，是并非基于事实而对麦卡锡参议员不公正评价的贬义词。

## 体制
一系列反共委员会、理事会、“忠诚审查会”在联邦、州和地方政府林立，许多私立委员会也致力于为大小企业进行监察，试图找出可能存在的共产党员。
在国会，对共产党活动主要监察机关是众议院非美调查委员会，美国参议院内部安全委员会，美国参议院国土安全和永久调查委员会。在1949年到1954年间，总计有109项调查由这些或其它国会委员会执行。
1954年12月2日，美国参议院以65票对22票决定了对约瑟夫·麦卡锡的谴责，称其“有将参议院陷入耻辱和恶名的趋势。”

### 行政部门

#### 忠诚—安全审查
在联邦政府层面，总统杜鲁门在1947年颁布“9835号法令”，要求审查政府雇员的忠诚。如果有“理由 ... 相信当事人参与到对美国政府不忠的行为中”，就将其解雇。作为民主党人，杜鲁门之所以这么做，可能是由于在1946年国会选举中共和党大胜，他感到需要对保守主义者和反共主义者的批评做出回应。
1953年，当艾森豪威尔上任时，他加强了杜鲁门的忠诚审查制度，并减少了被解职人员的申诉渠道。公务员委员会忠诚审查委员会主席海勒姆·宾厄姆三世推荐了新的规则，即“不符合美国人做事的风格。”次年，时任美国原子能委员会顾问的曼哈顿计划的科学主任罗伯特·奥本海默在为期四周的听证会之后被剥夺了其安全許可資格。1947年，奥本海默获得了绝密資格，但在1954年时被否决。
类似的忠诚审查在全美许多州和地方政府、以及一些私营部门陆续展开。据估算，到1958年，美国每5名员工中就有1名需要接受某种形式的忠诚审查。一旦某人因审查没有通过而失业，将很难找到另一份工作。用杜鲁门忠诚审查委员会主席的话说：“一个汉子就这样永世地、永远地被毁掉了”，“没有一个负责任的老板会冒险给他工作。”
1948年，美国司法部开始编订名单，列出被认为是颠覆性的一系列组织。1948年，该名单被首次公之于众，并涵盖了78个项。当名单最长时，它包括了154个组织，其中有110个被认为是共产主义性质的。在审查过程中，组织的会员身份成为疑点，而不是作为不忠的证据。其中，最为可疑的是華盛頓圖書會的会员，后者是一个左翼组织，提供文学讲座、古典音乐演出和图书折扣。

#### 约翰·埃德加·胡佛与FBI

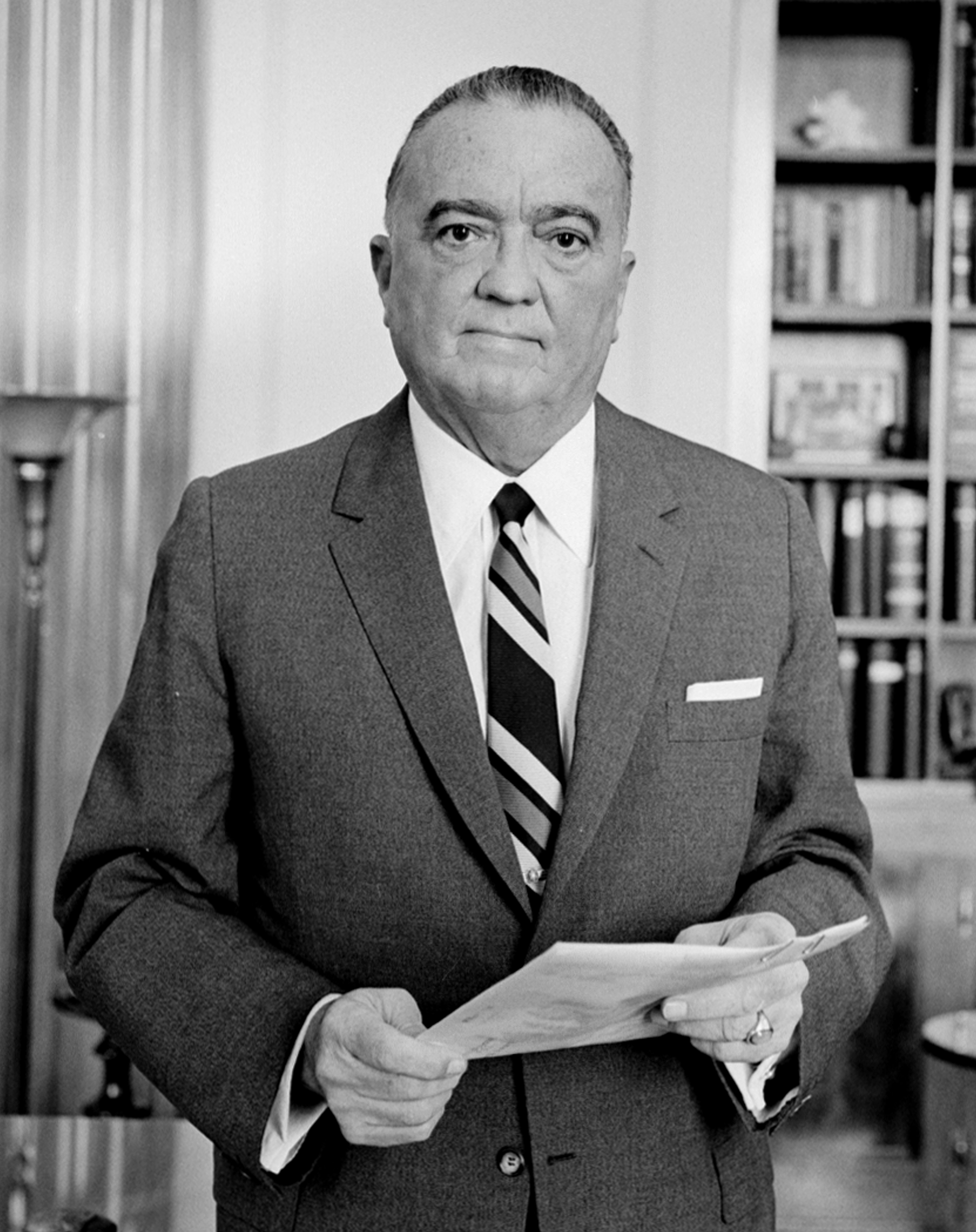
约翰·埃德加·胡佛，1961年

历史学家艾伦·施雷克（Schrecker）在她的著作《许多都是犯罪：麦卡锡主义在美国》中，称FBI是「反共十字架唯一重要的组成部分」，并写道：「如果1950年代的观察家能知晓，70年代資訊自由法将官方文件公布後他們可以學到什麼，『麦卡锡主义』可能就得叫『胡佛主义』了。」FBI主任约翰·埃德加·胡佛是全美最狂热的反共份子，也是其中最有权势的。
胡佛设计了杜鲁门总统的忠诚—安全计划，而对雇员的背景调查则由FBI人员来执行。这使得FBI人员数量由1946年的3,559人增至1952年的7,029人。胡佛对共产主义威胁极为敏感，使用的标准极其保守，导致数以千计的政府雇员失去工作。由于胡佛坚持将审问对象严格保密，绝大多数人无法获准对质，也无法得知是谁在控告他们。在很多情况下，他们甚至不知道自己已经被指控了。
胡佛的影响力超过了联邦政府雇员和忠诚—安全计划。对听证的记录和调查应该是保密的，但胡佛持续地将证据递交给国会委员会，例如HUAC。从1951到1955年，FBI开展了一个秘密的「责任计划」，散布匿名文件，
上有FBI共產聯繫檔案上的證據。许多被指控者，包括教师、律师，因这种“盲目的备忘录”，未经合法程序而被解雇。
FBI為了追查共產黨人的消息，採用了一系列的非法调查，包括盗窃、私拆信件、非法窃听。左翼全國律師公會的成员是少数愿意接手与共产主义关联案件的人，导致行会成了胡佛的攻击重点。该组织的办公室在1947-1951年曾被FBI盗窃了至少14次。出于其它目的，FBI使用非法获得的信息来提醒检控律师被告行会律师的辯護策略等等。
FBI也利用非法的秘密行动来干扰共产党和其它政治异议组织。在1956年，美国最高法院决定限制司法部检控共产党人的权力，胡佛对此深表烦恼。这时，他设立了一个秘密计划「肮脏的伎俩」，即反谍计划，代号为COINTELPRO。反谍计划行动包括投放伪造文件来制造疑点，即该人是FBI的线人，用匿名信来散播谣言，向媒体洩密，将税务局拉进来审计，等等。反谍计划直到1971年才停止运作。

### 眾議院非美調查委員會
众议院非美调查委员会——即HUAC，是政府最为主要的、积极的反共调查部门。部门成立于1938年，常被称作戴斯委员会（主席小馬丁·戴斯任职到1944年），非美委員會调查了一系列“活动”，包括第二次世界大战德美纳粹的活动。1938年，根据聯邦劇場計劃，委员会将目光集中到了共产党。1948年，阿尔杰·希斯的间谍案将非美委員會活动推动了一大步。调查最终导致希斯因伪证而被判罪，也使许多人相信国会委员会能夠揭露共产党颠覆活动。
非美委員會在对好莱坞调查时名声大躁，并惹来臭名。在1947年十月，委员会开始传唤编剧、导演和其它影视从业人士，审讯他们是否与共产党有关联。这些证词被称为“64美元问询”：“你是否是或曾经是美国共产党的成员？”在被委员会问询的第一轮证人中，有10人拒绝合作。他们被称作“好莱坞十君子”（「Hollywood Ten」），并引述美国宪法第一修正案中保护言论和集会自由的权利，认为他们可以获得法律保护，没有必要回答委员会的质询。这个策略失败了，十君子被控蔑视国会，投入了监狱。其中两人被判6个月，其它人则为一年。
之后，证人（從事娱乐业和其它行业）决定不与委员会合作，称他们受到美国宪法第五修正案的保护，無須自證己罪。虽然这可以免于蔑视国会的惩罚，但是政府和私营单位依然可以以此将他们开除。法律解释是修正案保护当事人不能自己承认自己与共产党有来往，并拒绝“指认”与共产党有来往的同僚。許多人面临了抉择，要么如演员拉里·帕克说的，“爬过泥潭，成为告密人”，或是如参议员麦卡锡所说的，成为“第五修正案共产党员”。

### 参议院委员会
在参议院中，负责调查共产党人的委员会是内部安全委员会（SISS），自1950年建立，负责“对间谍、破坏和对美国内部安保”的执法。SISS的领导是民主党人帕特·麦卡伦（Pat McCarran），他在一系列调查活动中获得了声望。委员会用了一年时间来调查欧文·拉蒂摩尔和其它太平洋关系研究所成员。和以前一样，与拉蒂摩尔有关的众多学者、外交人员（即所谓的中國通）被指责为“失去中国”，有证据证明他们对共产主义支持的态度，但没有证据可以证明麦卡伦的指控，即拉蒂摩尔是一个“故意、狡辩的苏联阴谋工具。”1952年，拉蒂摩尔被SISS指控做伪证。许多指控被联邦法官驳回，一名证人承认自己做伪证；1955年，案件被取消。
约瑟夫·麦卡锡自己在1953-1954年间负责众议院永久调查委员会，在此期间被用作狩猎共产党人的调查机构。麦卡锡先对美国之音进行了审讯，然后转向了国务院海外图书馆计划。任何被麦卡锡认为是不恰当的图书都被调查。随后，麦卡锡在委员会和媒体面前宣读了可能是有共产主义倾向的作家名单。迫于压力，国务院命令海外图书馆员将“有争议人士、共产党人、同路人等”的作品下架。有的图书馆干脆将新禁的书一烧了之。
麦卡锡的委员会开始调查美国陆军。从蒙茅斯堡（Fort Monmouth）的通信兵团（United States Army Signal Corps）开始。麦卡锡搜集了许多有关陆军研究员的可疑信息，但是最终一无所获。随后，麦卡锡转向了一位升任少校的陆军牙医，后者拒绝回答忠诚调查问卷。麦卡锡接手了这项调查，包括一系列对军队准将的骚扰，引发了陆军—麦卡锡听证案（Army-McCarthy hearings）。在听证案上，陆军和麦卡锡当着全国的电视观众互相指责了36天。虽然听证会没有得出任何结论，但麦卡锡在公众中的形象大打折扣。在随后不到一年的时间内，麦卡锡被参议院谴责，而他作为反共势力的主力位置也在实质上被终结了。

### 黑名单
1947年11月25日(在众议院认定好莱坞十君子蔑视国会罪的第二天)，美国电影协会主席埃里克·约翰斯顿(Eric Johnston)代表各大片场对外发表声明，后被称之为华道夫声明(Waldorf Statement)。这个声明宣布开除好莱坞十君子，并称：“我们不会故意雇佣共产党员或任何倡导颠覆美国政府的组织[...]”这标志着好莱坞黑名单的开始。虽然数以百计的人被工作岗位拒绝，但片场、制片人以及其它雇主并没有公开承认这种黑名单的存在。
与此同时，私营的忠诚—审查理事会和反共调查人开始出现，以满足工业为自己员工做开脱的需求。各大公司为此敏感，像娱乐业一样感到人言可畏。这些小队会收取费用来对雇员进行调查，问询他们有关政治方面的问题。在这种听证下，被问询对象无权得到律师的帮助，面对HUAC，被问询对象则无法与检控人对质。这些机构会为左翼组织、出版物、机会、慈善机构记录一份交叉引述，如同对待那些被确认或被怀疑是共产党人一样。还出版了书籍《赤色频道》(Red Channels)以及播出简讯《反击》(Counterattack)、《机密信息》(Confidential Information)以用来追踪共产党人和左翼组织与个人。而各种麦卡锡主义的黑名单其实是这些私营组织自己创立、编订的。

### 法律与逮捕
一系列联邦法案被用来防范共产党人的颠覆企图。《外僑登記法》（俗稱《史密斯法案》）使得任何“故意、自愿倡导、煽动、教唆、宣传[...]倾向于或有利于使用暴力手段颠覆美国或州政府的，或任何组织这些教唆、宣传、倡导颠覆、或任何成为或与此有关联的人”都是犯罪活动。数以百计的共产党人以及其它人士都在1941-1957年间被定罪。根据史密斯法案，在1949年间有11名共产党领袖被定罪，其中10名被告被判处5年监禁，1人被判3年监禁。辩护律师被指藐视法庭，并被判处监禁。在1951年，另外23名共产党领袖被起訴，包括美国公民自由联盟的创始人伊丽莎白·居莱·弗林，許多被定罪者因為後來發現指控的證詞不實，在之后被平反。到1957年，有140名共产党人被该法案提起诉讼，其中的93人被判有罪。
1950年，《麥卡倫國內安全法》成为法律，被学者艾伦·施雷克称为“麦卡锡时代唯一的重要立法”(史密斯法案的存在实际上早于麦卡锡主义)。然而，麦卡伦法案并没有越过法律权限。它要求共产主义组织在司法部长那里注册，并成立颠覆活动管控理事会来调查可能的共产主义活动。然而，在众多的听证、拖延、申诉过程中，该法案从未得到实施，甚至对美国共产党自己来说，法案的绝大部分在1965-1967年被判违宪。1952年，《1952年移民法案》被通过。法案允许政府遣送从事颠覆活动的新移民，禁止有颠覆嫌疑者入境。
《1954年共产党控制法案》获得参众两院的压倒性支持。共和党人约翰·马歇尔·布特勒和民主党人休伯特·汉弗莱共同起草了该法案，这是1950年内部安全法案的延伸版，试图将共产党列为非法组织，认为它“不能获得任何法律形式的权利、特权、豁免”。《共产党控制法案》从来没有任何实质成效，支持者们所持的自由主义和保守主义的混合最为引人瞩目。它只被成功地应用了两次：在1954年阻止共产党参加新泽西州投票，在1960年的纽约失业补偿体系中拒绝承认共产党的雇主身份。《纽约邮报》称法案是个“怪物”，“卑鄙地弃绝了民主原则”，而《國家》雜誌攻击民主黨自由派“神经过敏，用选举来躲避‘对共产主义态度软弱’的指责，甚至不惜牺牲宪法权益。”

## 支持团体

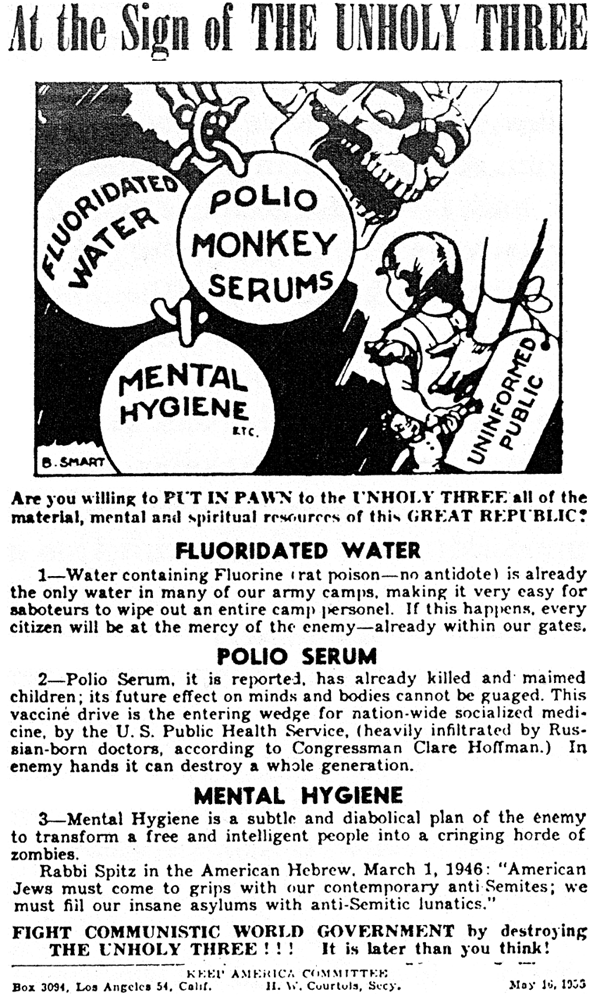
維護美國委员会1955年5月敦促读者“与共产主义世界政府戰鬥”，方式是抵制公共衛生计划。

麦卡锡主义得到了许多团体的支持，包括美國退伍軍人協會等各种反共组织。其中的一个核心支持者是强硬的女性反共组织，如美国公共关系论坛和美國女義勇兵。他们组织了数以千计的家庭主妇参加学习小组、书信网络、爱国动员会，以协调那些对鉴别并摧毁可疑颠覆行为而作出的努力。
虽然极右翼势力是麦卡锡主义的温床，但“受到委屈的联盟”对麦卡锡主义抱有好感，至少认为它在政治上有利用价值。这些联盟的共同主题是反对国际主义，特别是反对联合国；反对社会福利政策，特别是对罗斯福新政抱有敌意；反对调节社会结构以削减不平等问题。
对麦卡锡主义来说，一个重要的问题是公共衛生服务，特别是疫苗接种、心理卫生、饮水加氟都被当做了共产主义洗脑的密谋。与此同时，反国际主义的麦卡锡文学唱起了反犹主义的腔调。这导致了极端麦卡锡主义者和公共卫生支持者之间产生了冲突，在1956年的《阿拉斯加精神健康促進法》上的争议尤甚。
保守杂志《國家評論》的创始人小威廉·F·巴克利为麦卡锡进行了辩护，撰文《麦卡锡和他的敌人》，断言“麦卡锡主义... 是好心和正直的人团结一致的运动。”
另外，理查德·罗威尔(Richard Rovere)指出，许多美国的普通民众认为“无风不起浪”，导致他们支持麦卡锡主义。在1954年1月，盖洛普民意调查发现有50%的美国人支持麦卡锡，而只有29%的人对此不抱好感。美国首席大法官厄尔·沃伦评论道：如果此时权利法案被公选，可能就通不过啦。

## 对共产党人的描述
想为麦卡锡主义辩护的人大多攻击共产主义和美国共产党。麦卡锡主义的支持者称美国共产党完全被莫斯科控制，任何美国共产党员都是苏联的傀儡，为莫斯科情报机构服务。这一观点得到了克格勃档案以及战后对苏联维诺那计划电台解码的支持，显示美国共产党确实受到莫斯科的控制。J·埃德加·胡佛在1950年演讲中评论道“共产党员的身心都属于党。”这一观点并不局限于极端保守主义者。1940年，美国公民自由联盟开除了它的创始人伊丽莎白·格雷·弗林，称作为共产党员她足以被剥夺其公民自由者的身份。根据史密斯法案，政府迫害共产党员，但案件并非依照被告某种行为或陈词，而是根据马克思列宁主义中用暴力推翻政府的教条。美国共产党章程中没有革命暴力的条目，但被认为是故意装蒜。
另外，人们通常认为共产党不允许党员退党，所以如果某人一旦入党，就会被怀疑是党员。麦卡锡主义的听证会和审判多为前共产党员，如伊丽莎白·宾利、路易斯·F·布丹茨和惠特克·钱伯斯。

## 受害人
麦卡锡主义的受害人数难以估量，数以百计人被囚，据可查到可统计的约有1万到1.2万人失去工作。很多情况下，仅仅是因为被众议院非美活动调查委员会或其它委员会传唤，就足以开除某人。很多被囚禁的、失去工作的或被审问的人在过去或某一时间，的确和共产党有些许关联；但就大多数人来说，这根本是莫须有，他们与共产主义毫无瓜葛。在“剑桥五间谍”丑闻后（伯吉斯、麦克莱恩、菲尔比、布伦特等人），同性恋也成了麦卡锡主义攻击的对象。对“性反常者”的追捕通常是异想天开，导致上千人被骚扰或失业。很多人将麦卡锡主义称为“薰衣草恐怖”。
1950年代，同性恋被定为精神障碍。然而，在高度政治化的冷战背景下，同性恋成了危险的、可传染的社会疾病，会威胁国家安全。家庭被认为是美国力量与团结的基石，对同性恋的歧视，认为其实“性反常”的观点使得他们既无法在家庭单位中正常活动，也被视为是毒害社会的潜在威胁。这一时期，联邦调查局也在政府雇员中筛查同性戀取向人士。
麦卡锡听证会和根据“性反常”调查可以被视为个人在尽忠国家上拖了后腿。约瑟夫·麦卡锡利用美国传统价值，粉饰并自封为社会道德的捍卫者。矛盾的是，对同性恋行为的指控标志着麦卡锡政治生涯的终结。

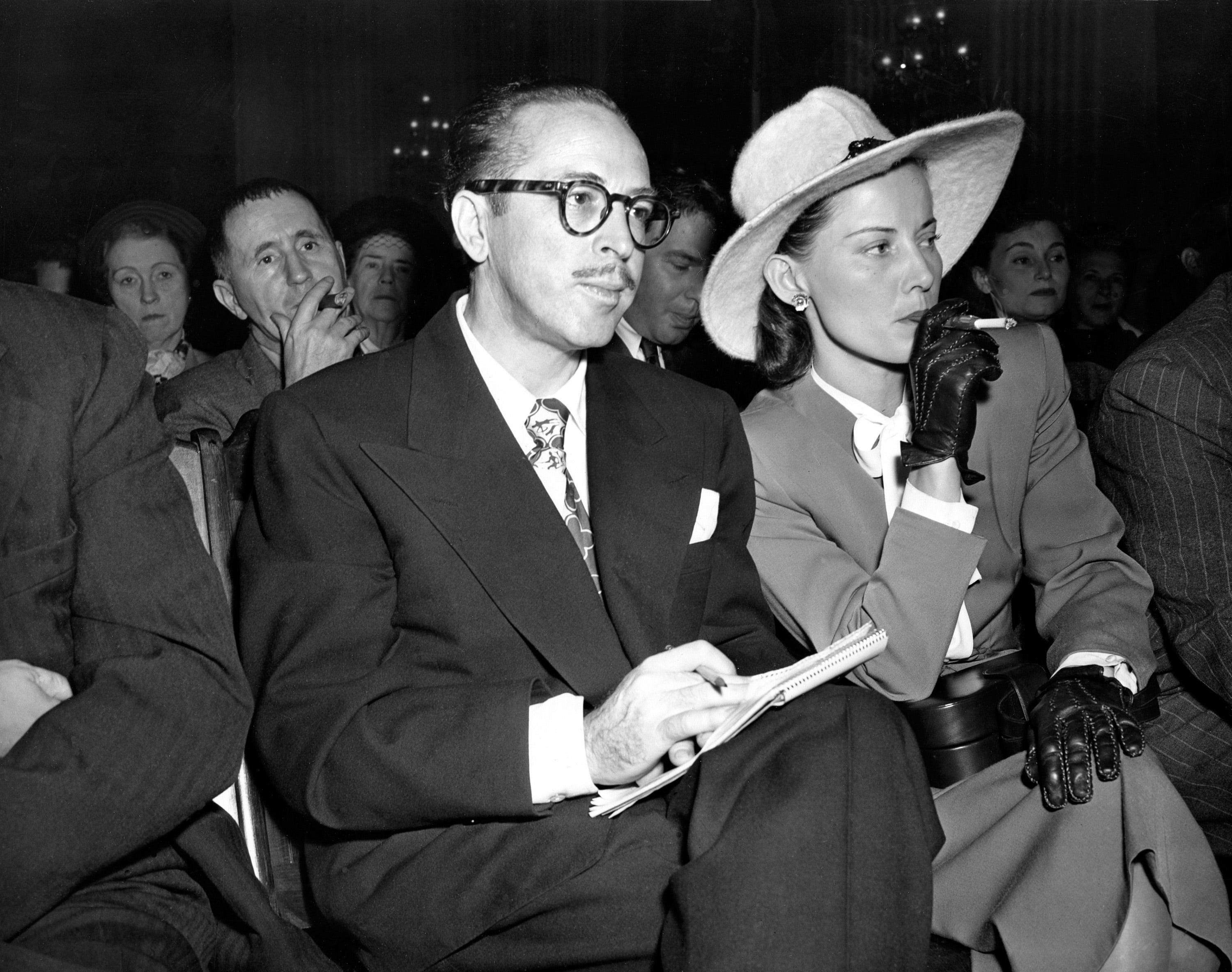
道尔顿·特兰波和妻子克利奥在众议院非美活动调查委员会上，1947年

在电影业，由于非官方的好莱坞黑名单，超过300名演员、作家和导演在美国遭到解雇。黑名单影响到了娱乐业、大学和学校的各个层面、司法及其他各个领域。在朝鲜战争爆发不久后，海岸警卫队发起了一项边防安全项目，要求所有美国船只上的船员都要接受检查，无论货物或是目的地。作为麦卡锡主义的另一项忠诚安全审查，原告的身份、甚至是指控的本质都受到保密，被告无法查阅。近3,000水手和码头工人因此失业。
以下是被認為受到影响和迫害的知名人士：
- 納爾遜·艾格林，作家。他被朋友Stuart McCarrell认为“过于极端”，FBI曾怀疑他有颠覆倾向，建立了500页的档案但没有找到具体证据。[84]1950年代他想和女友去巴黎，但因为他在监视名单上而得不到护照，直到1960年代才得到。[85]
- 查理·卓别林
- 罗伯特·奥本海默
- 艾格尼丝·史沫特莱
- 阿尔伯特·愛因斯坦
- 钱学森
- 白修德
- 罗森堡夫妇
- 柯樂博

宾夕法尼州立大学年轻的历史学教授罗伯特·K·默里曾在二战期间担任情报官员，1953年他正准备修改论文，就第一次紅色恐慌一提著书出版，但利特尔和布朗出版社认为“在这种背景下……拿出此书不明智。”他得知调查员正在盘问他的同事和亲属。明尼苏达大学在1955年发布了他的著作《红色恐怖：全国发疯研究，1919–1920》

## 批評
国家的凝聚力不是由麦卡锡主义怂恿的政策或活动聚集的。就麦卡锡的批评各种各样，包括不被人注意的自由主义观念等。
例如，就麦卡锡推翻杜鲁门对1950年《国内安全法》的否决时，杜鲁门写道：“在自由的国度，我们因人犯罪而对其惩罚，而不是因他们的成见而施刑。”杜鲁门在否决《塔夫脱-哈特莱法案》上也遭到失败，该法案与其他条例取消了工会在全美劳资关系理事会上的保护，除非工会领袖签署宣誓书，宣誓他们不是也从来不是共产党员。1953年，杜鲁门在离任后，批评现任艾森豪威尔政府：
很显然，出于政治利益，现任政府完全拥护麦卡锡主义。我不是指来自威斯康辛州的参议员。就为造词造字而言，他的重要性不过是名字罢了。对真理的腐蚀、对法律的践踏才是关键。以美国精神或安全为借口，撒弥天大谎、诬陷公民才是关键。虚伪的煽动者得势啦；恐怖和信仰的崩溃充斥着整个社会。
1950年6月1日，缅因州共和党参议员玛格丽特·蔡斯·史密斯在参议院发表演讲“良心宣言”。很显然，该演讲是对麦卡锡主义的攻击，她呼吁结束对“人格诽谤”，并提出了“一些美国精神的基本原则：批评的权利；持有非主流观点的权利；抗议的权利；独立思考的权利”。她称“在美国，言论自由已经不像以前那样了”，并谴责“癌细胞般的‘啥都不懂，啥都猜忌’的态度”。其它六名共和党参议员——韦恩·莫尔斯、欧文·艾维斯、查尔斯·W·托比、爱德华·约翰·赛伊、乔治·艾肯和罗伯特·C·亨德里克森——与史密斯一道谴责麦卡锡主义的实施策略。

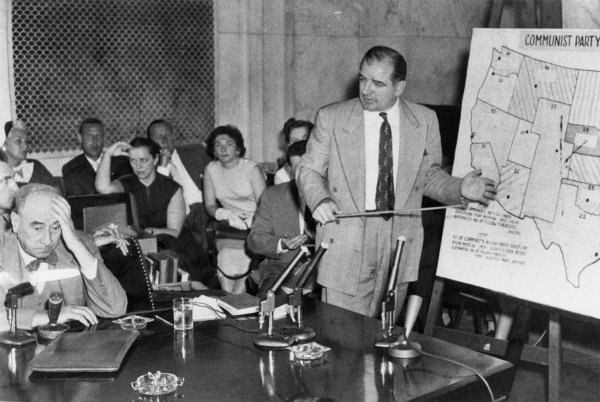
约瑟夫·N·韦尔奇(左)和参议员麦卡锡，1954年6月9日

1940到50年代最负盛名的新闻记者、评论员埃尔默·戴维斯常常发言批评麦卡锡主义的极端行径。一次，他警告许多反共运动成了“不单单是对学校、大学和图书馆，教师和教科书的攻击，而是针对所有思考和写作的人们... ...简而言之，针对自由的思想”。
1952年，最高法院审理下级法院就《阿德勒诉纽约教育局》案件的判决，同意了州立忠诚审查委员会将“颠覆性”教师开除。持反对意见的法官威廉·O·道格拉斯写道：“现在法律的准则与我们的社会相悖——因与某事相关而被定罪... ...在该法案下发生的事情和警察国家一样。老师天天被盘问；他们的过去被反复搜查，寻找不忠的迹象；他们发言被监视，以寻找危险的思想。”

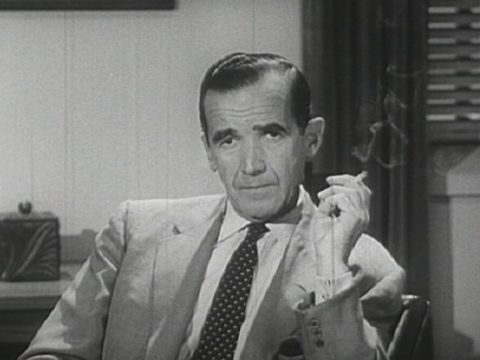
广播记者爱德华·默罗

麦卡锡主义最具影响力的对手是著名的哥倫比亞廣播公司（CBS）新闻广播员、分析家爱德华·默罗。1953年10月20日，默罗在节目《See It Now》中关注了对前空军预备役中尉麦洛·拉多罗维奇的解聘，后者被指责是共产党。节目对空军的方式方法大加批判，包括使用密封的信件作证，不让拉多罗维奇和律师开封检验。1954年3月9日，《See It Now》播出了另一集，攻击麦卡锡主义的问题，并直接攻击约瑟夫·麦卡锡个人：該集题为“参议员约瑟夫·R·麦卡锡报告”，并使用麦卡锡演讲的连续镜头来将他描述成为不诚实、鲁莽、滥用权力的人，虐待了证人和美国杰出公民；在总结词中，默罗称：
我们不能把异议和不忠混为一谈。我们必须时刻牢记，指控不等于证据，定罪应依赖于证据和公正的法律过程。我们不会一次又一次地在恐惧中行走。要深入挖掘我们的历史和教条，并牢记我们不是懦夫的传人。
这一广播被认为是麦卡锡主义终结的关键一章。
1954年4月，麦卡锡在军队对峙麦卡锡听证会上受到攻击。这些听证会有新兴美国广播公司（ABC）进行电视直播，使得公众可以第一时间观看麦卡锡对他人的审问以及他颇富争议的方式方法。在辩论中，麦卡锡提醒军队的律师约瑟夫·韦尔奇，称他的律师事务所中某雇员曾参加某组织，该组织涉嫌同情共产党。公众对麦卡锡越来越反感，韦尔奇的反驳则出了名：“参议员先生，你还有没有良知？难道你到最后连一点起码的良知也没有保留下来吗？”

## 衰败
在1950年代中期和末期，麦卡锡主义热情和体制逐渐松懈下来。民意的改变也对麦卡锡主义的衰败起了重大影响，而衰败也源自一系列沃伦法院的判决。

### 著名事件
黑名单终结的一个关键人物是约翰·亨利·福柯。福柯是CBS午后喜剧广播节目主持人，在美国电视广播艺术家联盟是左翼积极分子。AWARE是一家私营公司，负责检查“不忠”的共产党员。AWARE对福柯进行审查，审查没有通过，福柯被CBS开除。与其它黑名单受害人不同，1957年福柯决定起诉AWARE，并在1962年胜诉。
根据法院判决，私营黑名单和使用人被告知他们要负法律责任，为可能造成的专业和财产损失负责。虽然非正式黑名单依然继续，私营“忠诚审查”公司立即消失。甚至在福柯案之前，许多好莱坞人决定是时候反对黑名单。1960年，著名的“好莱坞十君子”之一道尔顿·特兰波公然发布电影《出埃及记》和《斯巴达克斯》。

### 沃伦法院
第14任美国首席大法官厄尔·沃伦领导下的美国最高法院在摧毁麦卡锡主义的过程中扮演了重要角色。 理查德·罗维尔在他的自传中写道约瑟夫·麦卡锡，“美国最高法院在司法认知上借用麦卡锡所租用的自由结构，决定在众多判决中将这一结构空前地强化。”艾森豪威尔向法院任命两名法官——厄尔·沃伦（成为首席大法官）和小威廉·布伦南——这两人比艾森豪威尔预期地更加自由，日后艾森豪威尔称任命沃伦是他“最大的错误”。沃伦法院作出的一系列重要判决，协助终结了麦卡锡主义。
1956年，沃伦法院受理“斯洛科沃诉教育局案”。哈里·斯洛科沃是布鲁克林学院遭到解雇的教授，他援引宪法第五号修正案起诉麦卡锡委员会对他过去共产党员身份的问询。法院禁止这样的行为，判决“根据第五号修正案，就公民的宪法权益我们必须谴责这样阴险用意的输入行径。……如果这种行为等同于忏悔罪孽或是确定推测的伪证，反对自我控告会沦为一纸空文。”
另一关键判决是1957年的“耶茨诉美国案”，即对14名共产党员的判决被平反。根据大法官休戈·布莱克的意见，他在最初的“史密斯法案”审判中写道：“证人的证词相对不重要。罪行或无辜成了一百年或更多年前马克思或恩格斯或某人写的或倡导的事情。……当使政府反感或不熟悉的礼仪在现实中成了决定性问题，……偏见必然对其定罪，处理极少数特例。”
同样在1957年，最高法院就“沃特金斯诉美国案”进行判决，削减了众议院非美活动调查委员会的权利，即对不进行合作的证人以蔑视法庭罪惩处的权利。沃伦法官在判决中写道：“就是传唤证人，责令他指证，违背他的意愿、信仰、表达或关联是政府干预的一种形式。当被迫解释的事实是非正统的、不受人欢迎的、甚至是公众所憎恨的，那么证人生命就会遇到灾难性反应。”
在1958年“肯特诉杜勒斯案”判决中，最高法院制止了国务院利用自己的权力，根据申请人共产主义信仰或关联来拒绝或吊销其护照的行径。

## 影響
麦卡锡主义在美国所造成的政治分歧依然明显，反共政治和历史依然颇富争议。麦卡锡时代所设立的大量安保体制有一部分依然存在。加利福尼亚州宪法要求州政府全体官员和雇员宣誓效忠（对于贵格会和耶和华见证人会员来说十分困难，因为他们的信仰不允许向国家宣誓绝对效忠），联邦政府层面也是如此，《国内安全法》的一部分依然有效。一些观察家将麦卡锡时代对自由人士和左翼人士的压迫与九一一事件後反恐怖主義活动相对比，他们许多是穆斯林。在《焦虑年代：从麦卡锡主义到恐怖主义》中，作者海涅斯·约翰逊将“在9/11之际将受虐的外国人关入高度严密的美国监狱”与麦卡锡时代加以对比。
类似地，大卫·D·科尔評美国《爱国者法案》：“这不过是麦卡锡主义哲学复辟，将‘共产主义’简单地替换为‘恐怖主义’”。
就反对意见来说，保守主义作家安·寇特在她的著作《叛国：从冷战自由变节到反恐战争》将过去反对麦卡锡和麦卡锡主义与现今自由主义政策和信念放在一起，认为前者阻碍了反共事业，后者阻碍了反恐战争。
其他作家则将现今的美国反恐政策和麦卡锡主义做比较，作家包括杰佛里·R·斯通、泰德·摩根、
约拿·高柏。
麦卡锡主义也因纯历史问题而颇富争议。随着克格勃档案的解密与维诺娜计划的公开，人们才发现共产主义在1940年代对美国进行渗透。美国共产党得到了苏联共产党的资助，并被后者控制；因此，美国共产党员常常被指责是苏联间谍。当时一些评论家认为，这些证据证明麦卡锡主义在某些方面是正确的。另一些人认为，美国的确存在严重的颠覆威胁，而这种威胁需要用到极端的手段办法。另一些人认为，虽然麦卡锡主义太过分了，但当时一些历史学家轻视了在美国的苏联间谍或是美国共产党反民主的本质；后一种观点得到了一些托洛茨基主义者的认同，作为反斯大林主义的社会主义者，他们遭到美国共产党的迫害。反对观点认为，這樣的解密没有意义：麦卡锡主义在1940年代末开始时美国共产党已经无法正常运作，而二战后苏联间谍对美国的破坏微乎其微。因持亲斯大林主义立场而备受批评的历史学家艾伦·史莱克也写道：“在这个国家里，麦卡锡主义对宪法所造成的伤害比美国共产党所有的作为都要大。”
雖然冷戰結束、蘇聯解體，中國共產黨、越南共產黨和古巴共產黨等為世上僅有的共產政權，而且他們當中很多都進行改革開放、減低共產政治的色彩；但社會主義國家在美國人心中的負面形象至今仍揮之不去，美國從聯邦政府到民間普遍對社會主義國家懷有政治偏見，這些都是麥卡錫主義所帶來的影響。台獨左派人士楊碧川認為，麥卡錫主義“反映了美國人對共產主義的恐懼和偏執”。

### 词汇的后续应用
“麦卡锡主义”成了家喻户晓的词汇，并被广泛使用：有侵略性地质询他人的爱国情操，在缺乏证据的情况下进行指控，使用对他人不忠的攻击来胁迫对方，排斥异己，使用国家安全为理由亵渎人权，以及各种煽动性、蛊惑人心的行为，都称为“麦卡锡主义”。
麦卡锡主义也是獵巫、集体发疯和道德恐慌的同义词。美國歷史學家理查德·霍夫施塔特的著作《美國政治中的偏妄之風》（2024年上海財經大學出版社出版中文版）指明美國極端右翼久盛不衰的偏妄之風，「政治舞台上，陰謀論盛行，被害妄想症不時發作」，麥卡錫主義只不過是其中之一。

## 流行文化
1952年，阿瑟·米勒的戏剧《萨勒姆的女巫》利用萨勒姆女巫审判案件来暗指麦卡锡主义，指出莫须有风格的迫害可以出现在任意时间或地点。剧情集中在当某人被指控时无法获得清白，在法庭和公众面前给出无理的循环论证。米勒之后写道：“越是读萨勒姆的恐慌，越是感到它与50年代的大众经历极为相似。”

### 由此改編之電影
- 真實一瞬間（Guilty by Suspicion），1991年。
- （The Majestic）金·凱瑞主演，2001年。
- （Good Night, and Good Luck.），2005年。

## 延伸阅读
- Andrew, Christopher; Mitrokhin, Vasili. . Basic Books. 2000. ISBN 0-465-00312-5.
- Byman, Jeremy. . Scarecrow Press. 2004. ISBN 0-8108-4998-4.[]
- Caute, David. . Simon & Schuster. 1978. ISBN 0-671-22682-7.
- Coulter, Ann. . Crown Forum. 2003. ISBN 1-4000-5030-8.
- Evans, M. Stanton. . Crown Publishing. 2007. ISBN 1-4000-8105-X.
- Haynes, John Earl. . Ivan R. Dee. 2000. ISBN 1-56663-091-6.
- Haynes, John Earl, and Harvey Klehr. . Encounter. 2003. ISBN 1-893554-72-4.
- Lichtman, Robert M. The Supreme Court and McCarthy-Era Repression: One Hundred Decisions. Urbana, IL: University of Illinois Press, 2012.
- McDaniel, Rodger. Dying for Joe McCarthy's Sins: The Suicide of Wyoming Senator Lester Hunt. WordsWorth, 2013.
- Morgan, Ted. . Random House. 2004. ISBN 0-8129-7302-X.
- Navasky, Victor S. . Hill and Wang. 1980. ISBN 0-8090-0183-7.
- Powers, Richard Gid. . Free Press. 1997. ISBN 0-300-07470-0.
- Schrecker, Ellen. . Bedford Books of St. Martin's Press. 1994  [2013-12-12]. ISBN 0-312-08349-1. （原始内容存档于2006-09-11）.
- Weinstein, Allen, and Alexander Vassiliev. . Modern Library. 2000. ISBN 0-375-75536-5.